# Moretta
Moretta là một đô thị tại tỉnh Cuneo trong vùng Piedmont của Italia, vị trí cách khoảng 35 km về phía tây nam của Torino và khoảng 40 km về phía bắc của Cuneo. Tại thời điểm ngày 31 tháng 12 năm 2004, đô thị này có dân số 4.226 người và diện tích là 24.2 km².
Đô thị Moretta có các frazioni (đơn vị cấp dưới, chủ yếu là các làng) Boglio, Bogliotto, Brasse, Brasse Piccolo, Pasco, Piattera, Prese, Roncagliavà Tetti Varaita.
Moretta giáp các đô thị: Cardè, Faule, Murello, Polonghera, Saluzzo, Torre San Giorgio, Villafranca Piemonte và Villanova Solaro.